# Pina de Ebro
Pina de Ebro ist eine spanische Gemeinde mit 2.446 Einwohnern (Stand: 2024) in der Provinz Saragossa der Autonomen Region Aragonien. Sie liegt in der Comarca Ribera Baja del Ebro.

## Lage
Pina de Ebro liegt etwa 45 Kilometer südöstlich von Saragossa am Ebro in einer Höhe von ca. 160 m. Durch die Gemeinde führt die Autopista AP-2.

## Bevölkerungsentwicklung
| 1970 | 1981 | 1991 | 2001 | 2011 | 2021 |
| ---- | ---- | ---- | ---- | ---- | ---- |
| 2304 | 2191 | 2219 | 2278 | 2626 | 2390 |

## Sehenswürdigkeiten

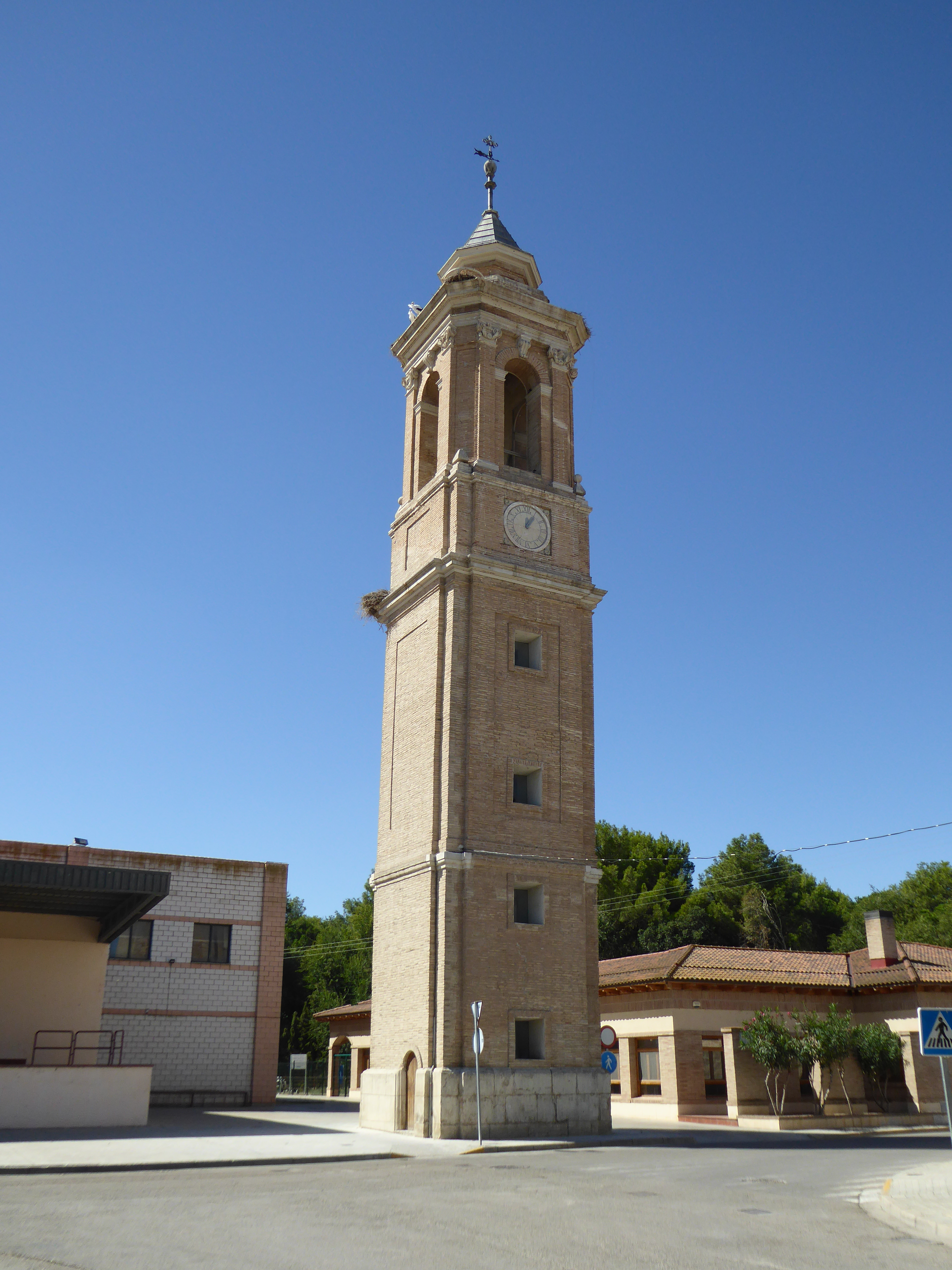
Marienkirche
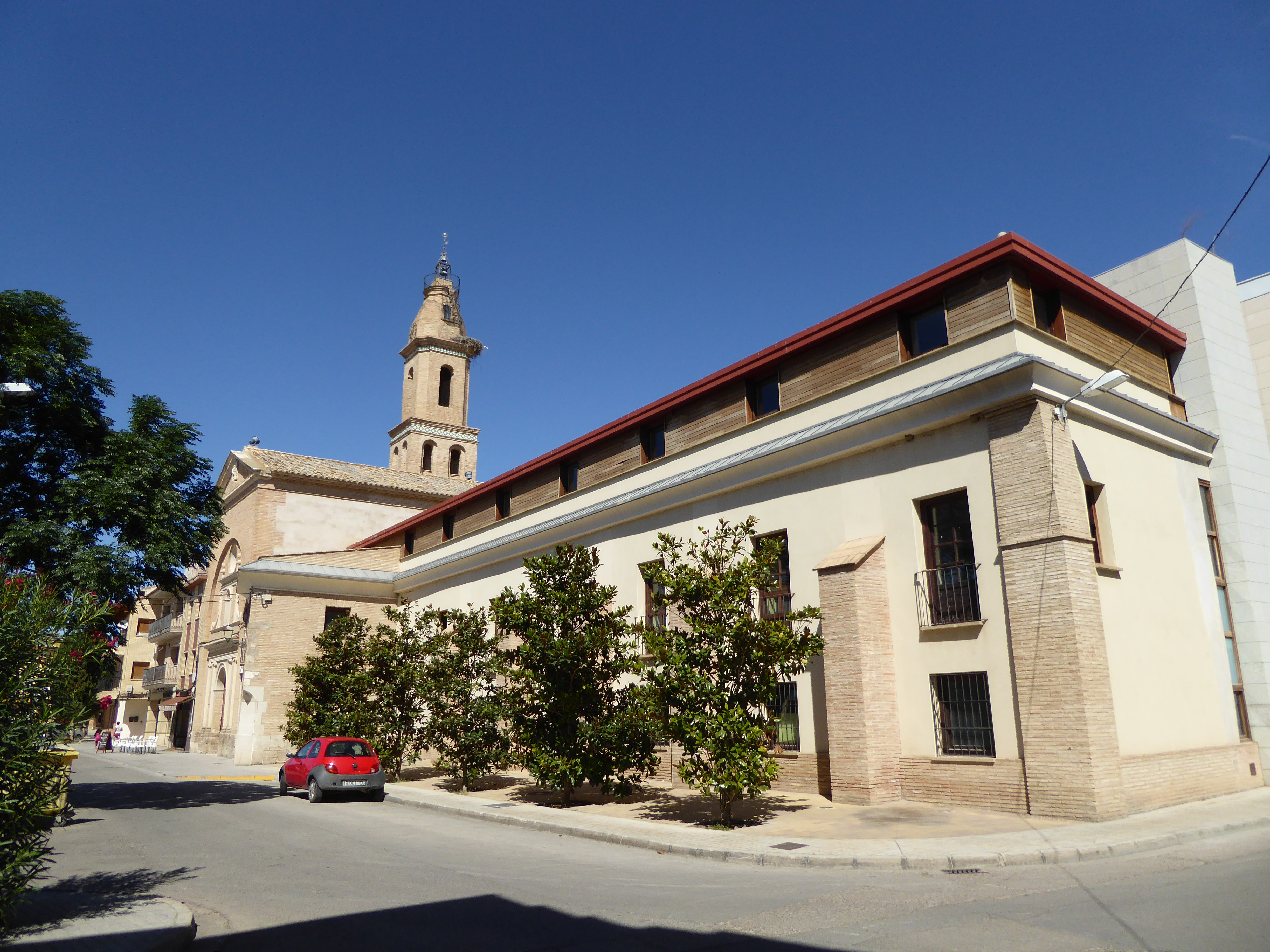
Franziskanerkonvent
- Rathaus

- Marienkirche
- Franziskanerkonvent